# 市ノ坪 (川崎市)
市ノ坪（いちのつぼ）は、神奈川県川崎市中原区の大字。住居表示未実施。面積は全域で45.22 haである。

## 地理
中原区のほぼ中央に位置し、二ヶ領用水の左岸に細長く広がっている。一帯は住宅地や工場となっている。国道409号（府中街道）が二ヶ領用水とほぼ並行する形で域内を縦断するほか、東急東横線・綱島街道・東海道新幹線・横須賀線など多くの交通路が当地を横断している。
市ノ坪は北東端で小杉町・新丸子東・中丸子・北谷町・田尻町と、南端で幸区鹿島田と、南西端で二ヶ領用水を挟んで苅宿・木月住吉町・今井南町と接する（特記のない町域は中原区）。

### 地価
住宅地の地価は、2024年（令和6年）1月1日の公示地価によれば、市ノ坪字田向464番59の地点で34万6000円/m²となっている。

## 歴史
条里制の遺構と考えられる地名を持つ当地であるが、当地の古い歴史は残っておらず、かつて鹿島田と一村だったことだけを「新編武蔵風土記稿」が伝えている。
江戸時代の当地は旗本の内藤氏領だったものが、元禄時点では天領となっており、さらに徳川家継の御仏殿料として増上寺に寄進され、幕末まで増上寺領であった。村高は、正保年間の「武蔵田園簿」で200石、「元禄郷帳」では302石4斗あまり、「天保郷帳」や幕末の「旧高旧領取調帳」では299石3斗あまりというように推移していた。「新編武蔵風土記稿」では民家49軒。
水利としては二ヶ領用水や、その分水である市ノ坪川という水路が使われていた。また、多摩川の氾濫も、江戸時代には5年に1度ほど起きていた。農産品としては花づくりが行われ、池上幸豊がその隆盛を「与楽亭集」に書き残しているほか、天明の大飢饉以降にはヒエ・ジュズダマ・エンドウなども植えられ、農閑期にはしめ飾り作りも行われた。
明治に入ると、花づくりがさらに広まり、60戸あった農家のほとんどで行われるようになった。さらに、大正時代にはフレームを使うようになり、昭和には冷蔵庫を用いた促成栽培が開発されるなど、技術的に発展を遂げていった。また当地は、行政上住吉村→中原町→川崎市と推移していき、住吉村時代には当地に小学校も作られたが、中原町になるのと前後して廃止となった。
当地には大正末期以降に多数の鉄道が通ったため、土地や水路、神社の参道までが分断されていった。そして、戦時中には当地にも軍需工場が作られたほか、食糧増産を目的として花や、桃など果樹の栽培も中断することとなった。
戦後には花の栽培も一時復活したが、周囲で急激に宅地化が進んだこと、また交通の発達で遠方からでも出荷できるようになったこともあり、衰退の道をたどっていった。一方、しめ飾り作りは平成の世にも続けられている。

### 地名の由来
条里制で36に割られた区画のうちの「一ノ坪」に由来するものと考えられている。ただ、条里遺構は判然としないほか、通常の6里四方より区画が小さかったとする見方もある。

### 沿革
- 1610年（慶長16年）- 二ヶ領用水が完工する。
- 1717年（享保2年）- 当地が増上寺へ寄進される。
- 1770年（明和7年）- 当地にしめ飾りの作り方が伝わる[7]。
- 1868年（明治元年）- 明治維新。当地は神奈川県所属となる。
- 1874年（明治7年）- 大区小区制の施行により、当地は第4大区第7小区に属する[7]。
- 1889年（明治22年）- 町村制の施行により、住吉村が成立。市ノ坪はその大字となる。
- 1903年（明治36年）- 住吉村立共盛尋常小学校が開校（1924年廃校）[15]。
- 1916年（大正5年）- 電線が引かれる[17]。
- 1925年（大正14年）- 住吉村の大半と中原村が合併して中原町を新設。中原町市ノ坪となる。
- 1926年（大正15年）- 東京横浜電鉄（現在の東急東横線）が開通。当地を通過する。
- 1927年（昭和2年）- 南武鉄道（現在の南武線）が開通。東横線が盛土となり、神社の参道も分断された[17]。
- 1929年（昭和4年）- 品鶴線が開通。
- 1933年（昭和8年）- 中原町が川崎市に編入される。川崎市市ノ坪となる。
- 1939年（昭和14年）- 東横線に工業都市駅が開業（1953年廃止）。
- 1960年（昭和35年）- 市ノ坪川が暗渠となる[17]。
- 1972年（昭和47年）- 川崎市が政令指定都市に移行。川崎市中原区市ノ坪となる。
- 1973年（昭和48年）- 川崎市住宅公社による市ノ坪住宅が完成[13]。

### 小字
当地には、地租改正の際に、外屋敷[1～138番地]・中村通[139～154番地]・道内（みちうえ）[155～356番地]・広町[357～396番地]・田向[397～506番地]・下橋場[507～578番地]・新田[579～647番地]・平間境[652～721番地]という8つの小字が設定された。

## 世帯数と人口
2025年（令和7年）6月30日現在（川崎市発表）の世帯数と人口は以下の通りである。
| 大字   | 世帯数    | 人口     |
| ------ | --------- | -------- |
| 市ノ坪 | 6,304世帯 | 12,032人 |

### 人口の変遷
国勢調査による人口の推移。
| 年                 | 人口   |
| ------------------ | ------ |
| 1995年（平成7年）  | 7,643  |
| 2000年（平成12年） | 7,499  |
| 2005年（平成17年） | 8,418  |
| 2010年（平成22年） | 8,796  |
| 2015年（平成27年） | 9,214  |
| 2020年（令和2年）  | 11,835 |

### 世帯数の変遷
国勢調査による世帯数の推移。
| 年                 | 世帯数 |
| ------------------ | ------ |
| 1995年（平成7年）  | 3,320  |
| 2000年（平成12年） | 3,505  |
| 2005年（平成17年） | 4,051  |
| 2010年（平成22年） | 4,278  |
| 2015年（平成27年） | 4,520  |
| 2020年（令和2年）  | 5,949  |

## 学区
市立小・中学校に通う場合、学区は以下の通りとなる（2022年3月時点）。
| 番・番地等                                         | 小学校               | 中学校             |
| -------------------------------------------------- | -------------------- | ------------------ |
| 22～283番地 373～375番地 449番地                   | 川崎市立東住吉小学校 | 川崎市立住吉中学校 |
| 284～370番地 378～399番地 432番地 484～579番地     | 川崎市立苅宿小学校   | 川崎市立住吉中学校 |
| 410～418番地 440～445番地 452～467番地 581番地以降 | 川崎市立玉川小学校   | 川崎市立玉川中学校 |

## 事業所
2021年（令和3年）現在の経済センサス調査による事業所数と従業員数は以下の通りである。
| 大字   | 事業所数  | 従業員数 |
| ------ | --------- | -------- |
| 市ノ坪 | 160事業所 | 1,764人  |

### 事業者数の変遷
経済センサスによる事業所数の推移。
| 年                 | 事業者数 |
| ------------------ | -------- |
| 2016年（平成28年） | 153      |
| 2021年（令和3年）  | 160      |

### 従業員数の変遷
経済センサスによる従業員数の推移。
| 年                 | 従業員数 |
| ------------------ | -------- |
| 2016年（平成28年） | 1,610    |
| 2021年（令和3年）  | 1,764    |

## 交通

### 鉄道
当地を通過する鉄道はいくつかあるが、いずれも当地に駅は現存しない。
- 東急電鉄（東急）
  - 東横線・目黒線 武蔵小杉駅 - 元住吉駅間
- 東日本旅客鉄道（JR東日本）
  - 品鶴線（横須賀線・湘南新宿ライン） 武蔵小杉駅 - 新川崎駅間
- 東海旅客鉄道（JR東海）
  - 東海道新幹線 品川駅 - 新横浜駅間

### 路線バス
東急バスが、府中街道を経由して当地と川崎駅や武蔵小杉駅・溝の口駅を結ぶ路線を運行している。

### 道路
- 国道409号（府中街道）
- 東京都道・神奈川県道2号東京丸子横浜線（綱島街道）

## 施設
- 法政通り商店街 - 一部が当地にかかる。
- 東横化学本社
- 東計電算本社 - かつては親会社の東京濾器も当地にあった。
- 新・川崎住宅公園
  - かつては三菱平間グラウンドで三菱ふそう川崎硬式野球部の本拠地であった。

### 教育
川崎市立橘高等学校や川崎市立玉川中学校の敷地の一部が市ノ坪にかかるが、当地を住所とする学校は存在しない。

## その他

### 日本郵便
- 郵便番号 : 211-0016[3]（集配局 : 中原郵便局[29]）

### 警察
町内の警察の管轄区域は以下の通りである。
| 番・番地等                                                                                            | 警察署     | 交番・駐在所     |
| --- | ---------- | ---------------- |
| 26～36番地、54～82番地 89番地、94～98番地                                                             | 中原警察署 | 武蔵小杉駅前交番 |
| 40～53番地、83～87番地 90番地、103～319番地 321番地～328番地、331～355番地 358～445番地、449～720番地 | 中原警察署 | 中丸子交番       |